# 哲學家列表
这个列表列了世界上部分知名哲學家。

## 各领域哲學家
- 美學家列表
- 知識論家列表
- 倫理學家列表
- 形而上學家列表

## 各地哲學家
- 古希腊哲学家列表
- 中國哲學家列表

|  | 本条目是人物相关列表索引。 |